# Lego Star Wars: Az ellenállás hajnala
A Lego Star Wars: Az ellenállás hajnala (eredeti cím: Lego Star Wars: The Resistance Rises) 2016-os Lego Star Wars-os rövid számítógépes animációs akciósorozat.
A sorozat a Disney XD-n debütált 2016. február 15-én, cselekménye a 2015-ben megjelent 7. Star Wars-filmen, Az ébredő Erőn alapszik. Magyarországon a Disney Channel mutatta be 2016. szeptember 12-én.

## Szereplők
| Szereplő         | Eredeti hang         | Magyar hang          |
| ---------------- | -------------------- | -------------------- |
| Poe Dameron      | Lex Lang             | Varga Gábor          |
| C-3PO            | Anthony Daniels      | Kerekes József       |
| Kylo Ren         | Adam Driver          | Papucsek Vilmos      |
| Phasma százados  | Ellen Dubin          | Menszátor Magdolna   |
| Ackbar admirális | Trevor Devall        | TBA                  |
| BB-8             | Droid                | Eredeti hang         |
| Han Solo         | Michael Daingerfield | Csankó Zoltán        |
| Csubakka         | Peter Mayhew         | Eredeti hang         |
| Maz Kanata       | Grey DeLisle         | TBA                  |
| Lando Calrissian | Billy Dee Williams   | TBA                  |
| Rey              | Arif S. Kinchen      | Sallai Nóra          |
| Unkar Plutt      | Simon Pegg           | Borbiczki Ferenc     |
| Finn             | Arif S. Kinchen      | Szatory Dávid        |
| Narrátor         | Nincs                | Szabó Sipos Barnabás |
| Felolvasó        | Nincs                | Bozai József         |

## Epizódok
| #  | Eredeti cím               | Magyar cím              | Eredeti premie    | Magyar premier       |
| -- | ------------------------- | ----------------------- | ----------------- | -------------------- |
| 1. | Poe to the Rescue         | Poe a megmentő          | 2016. február 15. | 2016. szeptember 12. |
| 2. | The Trouble with Rathtars | A Rathtar-bonyodalom    | 2016. április 13. | 2016. szeptember 13. |
| 3. | Hunting for Han           | Hajsza Han után         | 2016. április 20. | 2016. szeptember 21. |
| 4. | Rey Strikes Back          | Rey visszavág           | 2016. április 27. | 2016. szeptember 15. |
| 5. | Attack of the Conscience  | A lelkiismeret támadása | 2016. május 4.    | 2016. szeptember 23. |